# Bruno Pereirinha
Bruno Alexandre Marques Pereirinha (nascut el 2 de març del 1988 a Rio de Mouro, Sintra, districte de Lisboa) és un futbolista professional portugués que va donar-se a conèixer en les files de l'Sporting Clube de Portugal.